# Jaguar C-X75
La Jaguar C-X75 est un concept car hybride rechargeable développé par le constructeur automobile Jaguar. Présenté au Mondial de l'automobile de Paris 2010, pour l'occasion des 75 ans de la marque – d'où son nom, le C et le X signifiant respectivement concept et expérimental, – la C-X75 développe 780 ch, une puissance fournie par quatre moteurs électriques entraînant chacun une roue de l'automobile. Les batteries alimentant ces moteurs sont rechargées par deux micro-turbines.
Le projet, lancé en 2011, est abandonné en juin 2013.
En 2015, le véhicule apparait dans le film Spectre, de même qu'un autre concept : l'Aston Martin DB10.

## Moteur et performances
Pour ce qui est des performances, Jaguar envisage pour ses futures supercars une vitesse de pointe de 330 km/h et un 0 à 100 km/h effectué en 3,4 s. La propulsion est assurée par quatre moteurs électriques de 145 kW, pesant chacun 50 kg, pour une puissance totale de 780 ch et un couple total de 1 600 N m. Chaque roue est indépendamment entraînée par un moteur, ce qui permet de moduler aisément le couple qui leur est appliqué,.
Les batteries de la C-X75 – un pack de batteries lithium-ion de 15 kWh pesant 185 kg – sont alimentées par deux micro-turbines réalisées par l'entreprise Bladon Jets permettant ainsi une autonomie totale de 900 km, dont 110 km en tout-électrique,. Elles peuvent fonctionner avec divers carburants incluant le gazole, les biocarburants et l'essence. Jaguar estime les émissions de CO2 sur cycle normalisé européen à seulement 28 g/km ; elles devraient néanmoins dépasser les 150 g/km lorsque les turbines sont en fonctionnement.
Jaguar a également porté son attention sur l'aérodynamique afin d'améliorer les performances. Par exemple, le diffuseur arrière en fibre de carbone dispose de volets aérodynamiques actifs et s'abaisse automatiquement lorsque la vitesse augmente.

## Production
En mai 2011, Jaguar annonce vouloir produire une série limitée de C-X75, où les deux micro-turbines seraient remplacées par un moteur essence turbocompressé, pour une date comprise entre 2013 et 2015. Cette initiative s'inscrit dans un plan d'investissement de plus de cinq milliards de livres, dévoilé par le groupe Jaguar Land Rover au Salon de Genève en mars 2011, qui prévoit le lancement de 40 « nouveaux modèles significatifs » dans les cinq années à venir,. Afin de réaliser une structure légère mais solide, de la fibre de carbone aurait été largement utilisée. Le moteur aurait été placé le plus bas possible de manière à diminuer le centre de gravité de l'automobile et préserver sa silhouette. L'autonomie tout-électrique aurait dû être de l'ordre de 50 km,. Chaque modèle aurait dû être facturé entre 700 000 £ et 900 000 £, pour tout au plus 250 exemplaires construits en partenariat avec l'écurie de Formule 1 Williams F1 Team.
Mais il a été annoncé en juin 2013 que la production de ce modèle ne se fera pas pour des raisons financières.